# ابهررود
ابهررود رودخانه‌ای است که از ارتفاعات کوه سندان در شمال روستای عمیدآباد و کوه ملا در جنوب ابهر سرچشمه گرفته و با پیوستن این دو سرشاخه در محلی به نام بینارو یا «بن رودخانه» در جنگل‌های قدیمی و دست کاشت ابهر به یکدیگر رودخانه ابهررود را تشکیل می‌دهند. این رودخانه شمالی‌ترین سرشاخه رود شور است. ابهررود پس از گذشتن از شهرهای ابهر و تاکستان در جنوب قزوین در میانه جاده قزوین به بوئین زهرا با پیوستن به رودخانه خررود، رود شور را شکل می‌دهد. در ادامه رودخانه شور با گذر از استان البرز به تالاب مره در استان قم ختم می‌شود.
میزان آب این رودخانه در زمان نگارش کتاب ابهر گذری و نظری (اواخر دهه ۱۳۶۰ شمسی)، در ایستگاه (هیدرومتریک) روستای قروه ۳۱۶ میلیون متر مکعب در سال اندازه‌گیری شده است.
با وجود این که در سرشاخه‌ها، این رود جریان دارد و هر سال آبی سد کینه ورس از نخستین سدهای کشور است که سرریز می‌شود
در حال حاضر این رودخانه در محدوده شهر ابهر کاملاً خشک است. در صورت بارش مناسب در زمستان و بهار با طغیان رودخانه می‌توان در ابهر، آب در بستر رودخانه دید.

## دربارهٔ رودخانه
این رودخانه تا پیش از تغییرات اقلیمی اخیر و تغییر ابزار کشاورزی سنتی (عمده کشاورزی در حاشیه ابهررود هنوز برمبنای روش‌های سنتی است) از قنات و گاوآهن به موتورچاه عمیق و تراکتور، یک رودخانه دائمی بود. افزون بر مطالب تاریخی که در کتاب‌های نویسندگان ابهری وجود دارد، نقشه‌ای که ارتش ایالات متحده در زمان جنگ دوم جهانی تهیه کرده است در سه نقطه به دائمی بودن این رودخانه از صائین قلعه تا جنوب تاکستان اشاره می‌کند.

با توجه به اقلیم منطقه احتمال خشک شدن‌های مکرر این رودخانه در دوره‌های زمانی طولانی متصور است ولی برای این ادعا باید مطالعات زمین‌شناسی تاریخی صورت گیرد. یکی دیگر از دلایل احتمال خشک شدن‌های مکرر تاریخی این رودخانه، مسیرهای متعددی است که از تاکستان تا آبیک دیده می‌شود. این احتمال وجود دارد که با خشکسالی و کم‌آب شدن، زمین‌های حاشیه رودخانه به دلیل آبرفتی و حاصلخیز بودن مورد تصرف قرار گرفته و زیر کشت رفته باشد. مجدداً با بارش بیشتر رودخانه طغیان کرده و در مسیر قبلی یا مسیر جدید به حیات خود ادامه داده است. مطالعهٔ ساختار فرونشست زمین در این محدوده افزون بر مشخص کردن بستر احتمالی رودخانه می‌تواند مکان‌های تاریخی سکونت اقوام قدیمی مانند کاسپیان در این محدوده را نیز مشخص کند.
این رود در استان زنجان از شهرهای صائین قلعه، هیدج، خرمدره و ابهر عبور می‌کند. پس از عبور از روستای قروه، از روستای فارسجین وارد استان قزوین می‌شود. در استان قزوین از روستاهای شهرستان‌های تاکستان، بوئین زهرا و آبیک می‌گذرد.
در جنوب آبیک، شوره زاری است که محل تلاقی ابهررود و خررود است. البته در نقشه‌های تاریخی (مثلاً همین مرجع)
این شوره زار به عنوان باتلاق  یاد شده است.
این رود در مسیر خود پس از پیوستن به خررود، در جنوب اشتهارد، منطقه‌ای نزدیک به روستای جارو به دلیل شیب کم و وسعت زیاد نمک‌زارهایی تشکیل شده است که مناظر طبیعی خاصی را پدیدآورده است.
از بهم پیوستن دو رودخانهٔ ابهررود و خررود، رود شور پدید می‌آید. با توجه به وجود رودخانه‌های متعددی به نام شور در فلات ایران این رودخانه با نام رود شور (تهران) شناخته می‌شود. رودخانه شور با عبور از برخی نمک‌زارهای بین راه بر شوری این آب افزوده شده و در پل آصف‌الدوله در نزدیکی پلیس راه ماهدشت کاملاً شور شده و به طرف جنوب شرقی جریان می‌یابد و نهایتاً به حوضه آبریز دریاچه مسیله یا دریاچه نمک در استان قم می‌ریزد.

ابهررود در محدوده استان قزوین

## زیست‌بوم رودخانه
در حال حاضر ابهررود و حاشیه آن با مشکلات فراوان ناشی از خشکسالی و به خصوص تجاوز به حریم آن رنج می‌برد. با توجه به این که در سرچشمه‌های این رودخانه هنوز سرشاخه‌ها خصوصاً در فصولی غیر از تابستان پرآب هستند و آبگیرها را تغذیه می‌کنند، علت اصلی خشک شدن آن را باید در بهره‌برداری غیراصولی و بی‌رویه از منابع آب زیرزمینی دانست.
با سطح فعلی بارش‌ها هنوز اغلب روستاهای بالا دست بدون موتور چاه عمیق آب به اندازه کشاورزی، سبز بودن و طراوت زمین‌های خود دارند.
در صورتی که کشور در چند دهه اخیر به جای توسعه کشاورزی به توسعه صنعتی دست می‌زد، از کشت آبی در زمین‌های دیم ممانعت می‌شد، شاید با خشک شدن رودخانه بسیاری از چمشه‌ها و قنات‌های ابهر خشک نمی‌شد. با خشک شدن چشمه‌ها به تدریج باتلاق‌ها، آبگیرها و برکه‌ها که محل زیست قورباغه، ماهی، مار، مارماهی و … بودند، از میان رفت. در حال حاضر بسیاری از موجودات آبگیرها به بالا دست رودخانه مهاجرت کرده‌اند. هنوز می‌توان اثری از این موجودات در سد کینه ورس دید.
شاید یکی از دلایل آفت زنجره انگور که تاکستان‌های منطقه را تهدید می‌کند، جابه‌جایی حشرات از باتلاق‌های خشک شده به مزارع باشد.

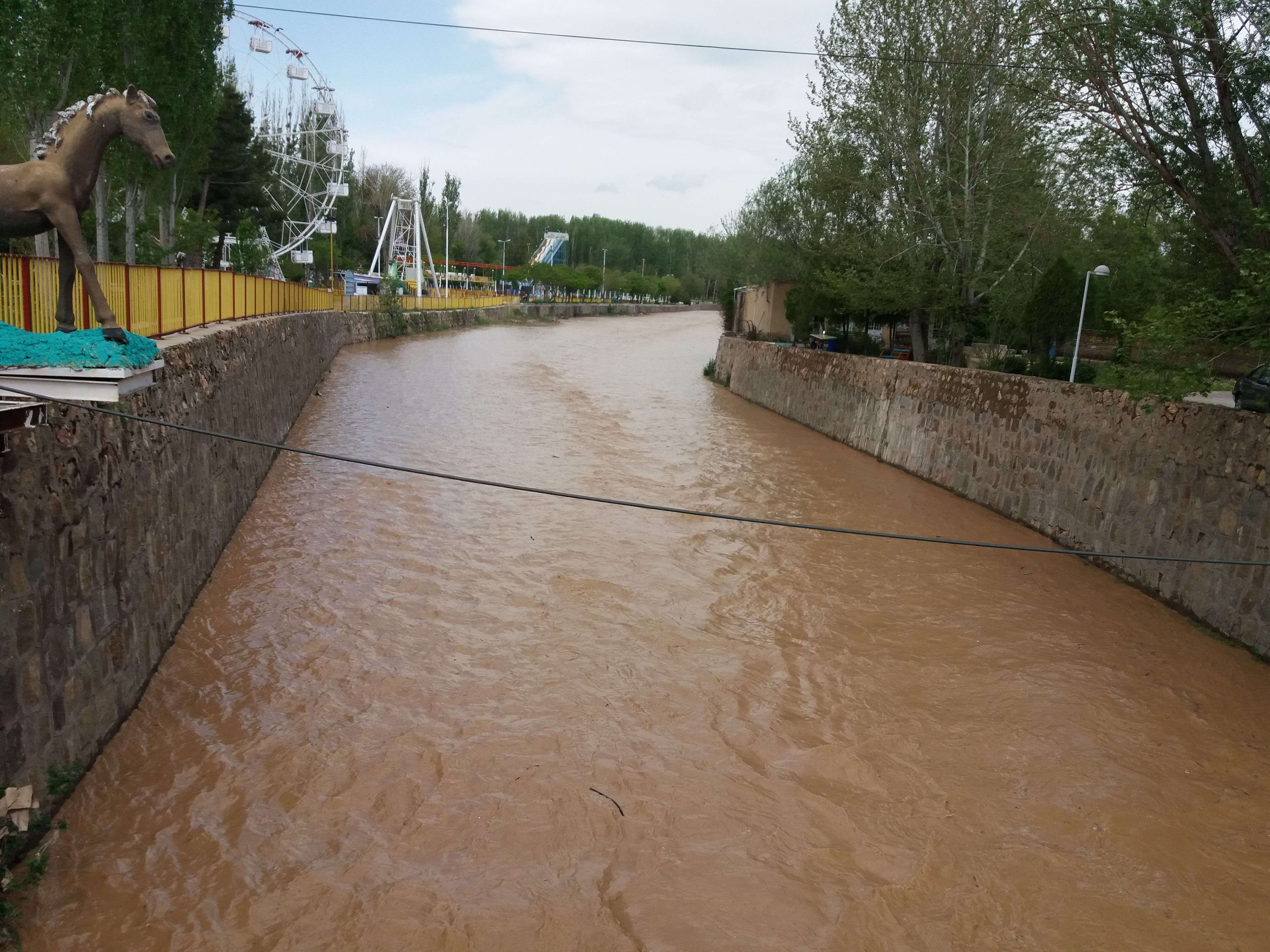
تصویر بهاری از رودخانه ابهررود و پارک پردیس ابهر آن طور که از محل معروف به تخته کرپی دیده می‌شود.

در ادامه خشک شدن آبگیرها، جنگل‌های دست کاشت ابهر به دو دلیل از میان رفت. نخستین و مهم‌ترین دلیل آن عدم نیاز به تیر چوبی برای ساختمان سازی بود. دلیل دیگر آن به عدم صرفه اقتصادی برای آبیاری بلند مدت (در اقلیم ابهر درختان تبریزی پس از ۱۰ سال آماده برداشت بودند و تا ۲۰ سال برداشت از این زمین‌ها می‌توانست ادامه بیابد) درختان از آب موتور چاه عمیق است. عمده درختان جنگل‌های دست کاشت ابهر از درختان تبریزی، بید، نارون و سپیدار است. این درختان توسط اهالی کاشته می‌شد که پس از رشد کافی آن‌ها را قطع و به تهران و دیگر شهرهای مجاور حمل می‌کردند. در آن سال‌ها که تیرچوبی به جای آهن در ساخت و ساز استفاده داشت، این درختان دارای مصرف ساختمانی بودند. افزون بر آن از مصارف صنعتی هم برای این درختان یاد شده است.
در حال حاضر این جنگل‌های انبوه که زمانی از خرمدره تا قروه به صورت یکدست وجود داشتند، بخش‌هایی در اندک جاهایی از جمله در پارک پردیس ابهر به جای مانده است.
با خشک شدن جنگل‌ها محل زیست روباه، گراز، گرگ، شغال، جوجه تیغی و … از میان رفت. پیش از خشک شدن رودخانه لک‌لک‌ها به صورت فصلی در آغاز بهار به حاشیه ابهررود می‌آمدند و فصول گرم سال را در ابهر می‌گذراندند. در حال حاضر سال‌هاست که هیچ لک‌لکی به ابهر نمی‌آید. مجسمه لک‌لک‌ها در لانه ایشان که در ابتدای بلوار ۱۷ شهریور ابهر ساخته شده است، یادآور این خاطره است.
پیش از خشک شدن این رودخانه دارای ماهی گورخری بود و در برخی از ماه‌های سال پرنده‌هایی چون سلیم طوقی، پرستو، حواصیل سفید بزرگ و عقاب صحرایی در این ناحیه دیده شده است.

## خشک شدن ابهر رود
تا پیش از انقلاب سفید کشاورزی ایران، یک کشاورزی سنتی با استفاده از نیروی انسانی و گاوآهن و آبیاری با منابع آب سد رودخانه‌ای، بندها، قنات و کاریز بود. در کتاب «ابهر گذری و نظری» تعداد قنات‌های ابهر، ۵۸ رشته ذکر شده است.
این تعداد در برخی منابع (فهرست قنات‌های شهرستان ابهر) تا ۶۷ رشته نیز ذکر شده‌اند.
با توسعه ناپایدار و استفاده از ابزار برای استخراج آب و شخم زدن زمین در طول سال‌های پس از انقلاب سفید، به تدریج از اوایل دههٔ ۱۳۷۰ چشمه‌ها، قنات‌ها، باتلاق‌ها و برکه‌هایی که در حاشیه ابهررود بودند، خشک شدند. این خشک شدن به تدریج بود. ابتدا زمین‌های بایر و دیم به کشت آبی با آب به دست آمده از موتورهای چاه عمیق اختصاص یافتند. با خشک شدن تالاب‌ها و برکه‌ها و توسعه شهر، به تدریج ساخت و ساز در این زمین‌ها آغاز شد.
از سوی دیگر به دلیل تغییرات اقلیمی میزان بارش در ابهر سال به سال کمتر شد. با گرم‌تر شدن هوا، برف‌هایی هم که می‌بارید، زودتر آب می‌شد و چشمه‌ها در فصول گرم سال خشک می‌شدند. این کاهش بارندگی‌ها به همراه برداشت بی‌رویه، که از اواخر دهه ۱۳۴۰ شمسی آغاز شده بود، منجر به روندی شد که ابهررود در حال حاضر یک رودخانه کاملاً خشک است.
مهم‌ترین معضل خشکی ابهررود، چاه‌های عمیقی است که بدون توجه به بارش‌های سالیانه، تنها با توجه به تعریف حق آبه‌ها برمبنای بارش‌های قدیمی تعریف شده‌اند. به این ترتیب که ۷۸۳ حلقه چاه عمیق و نیمه عمیق در دهه ۱۳۷۰ (تعداد چاه‌های آب ابهر که در کتاب «ابهر گذری و نظری» ذکر شده است) در سال‌های بعد با خشک شدن ابهر رود به صورت مجاز به ۸۶۰ حلقه و در همین حد چاه غیرمجاز رسید.
البته این روند نه تنها متوقف نشده است که به ارقام چند هزار حلقه در سطح استان رسیده است.

## شبکه آبرسانی (تاریخی) ابهررود
این رودخانه پیش از خشک شدن کامل، منبع تأمین آب برای شهرها و روستاهای مسیر خود در ابهر و دشت قزوین بود.
در حال حاضر به دلیل خشک شدن رودخانه ویژگی آبیاری این رودخانه کاملاً از میان رفته است. با توجه به این که برداشت بی‌رویه از سفره‌های آب زیرزمینی دلیل اصلی این اتفاق است، این امید وجود دارد که با برداشت متناسب با بارندگی، مجدداً سفره‌های آب زیرزمینی تقویت شده و شاهد وجود آب در رودخانه باشیم.
آخرین اطلاعات مربوط به دورانی که ابهررود هنوز رودخانه‌ای زاینده بود، در کتاب «در سوک نارون» آمده است. این اطلاعات مربوط به زمان رضاشاه تا حدود سال ۱۳۷۵ است. در این کتاب از «بند بزرگ» یاد شده است. طبق توضیحات این کتاب این بند در نزدیکی روستای فونش‌آباد بسته شده بود.
از آب این بند افزون بر این که مردم شهر ابهر برای مصرف آب شرب استفاده می‌کردند، چهار آسیاب هم می‌چرخید و آرد تولید می‌کرد. در همین منبع به نام برخی از آسیاب‌های آبی ابهررود اشاره شده است و اسناد مالکیت این آسیاب‌ها چاپ شده است. پس از این بند، بندهای دیگری بر روی ابهررود بسته شده بود. به دلیل پر بودن سفره‌های آب زیرزمینی در فاصله چند صد متری بین بندها، مجدداً به میزانی که بند پرآب شود، آب جمع می‌شد. آب‌بندهای بعدی صرف کشاورزی در مناطق مختلف حاشیه ابهررود می‌شد.
از آنجایی که این رودخانه منبع تأمین آب برای شهرها و روستاهای دشت قزوین نیز بود، همین ویژگی آبیاری ابهررود در گذشته و در فصول تابستان به یکی از عوامل اختلاف بین ابهر و تاکستان تبدیل می‌شد. یکی از حوادث تاریخی که در کتاب اخیر اشاره شده است، مربوط به تخریب تمام بندهای ابهر (به جز بند بزرگ) توسط سرلشکر خدایارخان از نظامیان دوران رضاشاه است.
این اتفاق از سال ۱۳۱۶ یا ۱۳۱۷ تا زمان برکناری رضاشاه از قدرت اتفاق افتاده است. در پی این اتفاق قیمت زمین‌های پایین دست این بندها دچار سقوط ناگهانی شد. براساس همین اتفاق تاریخی می‌توان نتیجه گرفت که تمام زمین‌های حاشیه ابهررود، آباد شدن و بایر ماندن آن‌ها و حتی تغییر مسیر آن پیرو همین سیاست‌ها و قدرت‌گیری زمین داران محلی بوده است.
در حال حاضر به دلیل خشک شدن کامل رودخانه ویژگی آبیاری این رودخانه کاملاً از میان رفته است. همین امر موجب تجاوز به حریم رودخانه در تمام مسیر آن شده است.

## طغیان‌های تاریخی ابهررود
رودخانه ابهررود هم از الگوی بارش کشور تبعیت می‌کند. به عنوان مثال سیل ۱۴۰۱ ایران که خسارات زیادی را در امامزاده داوود در سال ۱۴۰۱ به بار آورد، سیل ۱۳۹۸ شیراز که به دلیل ساخت و ساز غیرمجاز در مجاورت دروازه قرآن در ورودی شهر به وجود آمد، همین‌طور دریاچه‌هایی که با یک بارش ناگهانی در دل کویر ایجاد می‌شود
و … نمونه‌هایی از بارش‌های ناگهانی و تأثیر گذار در ایران هستند. این اتفاقات هشدارهایی برای عدم تجاوز به حریم رودخانه هستند. با وجود این که در سال‌های اخیر رودخانه دیگر طغیانی نشده است، ولی امکان سیلابی شدن مجدد این رودخانه بازهم وجود دارد.
در شانزده آبان سال ۱۳۳۶ یکی از سرشاخه ابهررود به نام دلی‌چای طغیان کرد.
مسیر این سرشاخه از خیابان کنونی ولیعصر ابهر عبور می‌کرد و به ابهررود ختم می‌شد. پس از این طغیان با استفاده از ماشین آلات راه‌سازی (که نخستین حضور این ماشین آلات در ابهر بود) مسیر این سرشاخه به خارج از شهر تغییر داده شد. در حال حاضر بلوار منابع طبیعی ابهر این سرشاخه را به ابهر رود در جایی بالاتر از پارک پردیس وصل می‌کند. این چاره جویی نتیجه خود را در سال ۱۳۴۷ نشان داد.

مسیر ابهررود از میان روستاهای داکان و رادکان که در حال حاضر بلوار شده است. حلقه‌های کاریز در سمت پایین جاده تاکستان به همدان پس از پل حکایت از روزهای پرآبی این رودخانه دارد.

پیش از پایین رفتن سطح سفره‌های زیرزمینی به دلیل رطوبت بالای خاک در محلات پایین ابهر، برای این خانه‌ها زیرزمین نمی‌کندند. در واقع در عمق دو تا سه متری زمین، می‌شد به آب رسید. پس از خشکسالی و تخلیه آب سفره‌های زیرزمینی، الان نه تنها حفر زیرزمین ممکن شده است، بلکه بسیاری از ادارات دولتی ابهر در حاشیه ابهررود میان بلوار طالقانی و معلم ساخته شده‌اند. این زمین‌ها زمانی باتلاق و نیزار بودند. احتمالاً با رعایت حق آبه‌ها و بارندگی متوسط این زمین‌ها مجدداً مرطوب خواهند شد.
علاوه بر این خشک شدن کاریزها و مسیل‌ها نیز می‌تواند برای بافت قدیمی شهر مشکل ساز شود.
با احداث سدهای انحرافی و حصارهای اطراف ابهررود شاید طغیان آب باعث آبگرفتگی نشود ولی در جاهایی که بستر رودخانه مورد تجاوز قرار گرفته است، آب مسیر خود را باز خواهد کرد.